# جمعية بوروندي الوطنية
جمعية بوروندي الوطنية (بالإنجليزية: National Assembly)‏  هي الهيئة التشريعية في بوروندي، التي تأسست في 18 سبتمبر 1961، وتتكون من 121 مقعداً، وهي المجلس الأدنى في برلمان بوروندي ‏.

## طالع أيضًا
- برلمان بوروندي  [لغات أخرى]‏